# Eschwege
Eschwege é um município da Alemanha, situado no distrito de Werra-Meißner, no estado de Hesse. Tem 63,27 km² de área, e sua população em 2019 foi estimada em 19.412 habitantes.